# Giovanni Delise
Giovanni Delise, född 1 november 1907 i Izola, död 19 maj 1947 i Izola, var en italiensk roddare.
Delise blev olympisk guldmedaljör i fyra med styrman vid sommarspelen 1928 i Amsterdam.